# Rally del Messico 2017
Il Rally del Messico 2017, ufficialmente denominato 31º Rally Guanajuato Corona Mexico, è stata la terza prova del campionato del mondo rally 2017 nonché la trentunesima edizione del Rally del Messico, la quattordicesima da quando è entrata a far parte del campionato WRC e la tredicesima con valenza mondiale. La manifestazione si è svolta dal 9 al 12 marzo sugli sterrati che attraversano gli altopiani dello stato del Guanajuato, al centro del paese centroamericano.
L'evento è stato vinto dal francese Sébastien Ogier, navigato dal connazionale Julien Ingrassia, al volante di una Ford Fiesta WRC della scuderia M-Sport Ford WRT, davanti alla coppia spagnola formata da Sébastien Ogier e Julien Ingrassia, su Ford Fiesta WRC della squadra Hyundai Shell Mobis WRT e a quella costituita dal britannico Kris Meeke e dall'irlandese Paul Nagle su Citroën C3 WRC del team Citroën Total Abu Dhabi WRT.
Gli svedesi Pontus Tidemand e Jonas Andersson, su Škoda Fabia R5 della squadra Škoda Motorsport, hanno invece conquistato il successo nel campionato WRC-2, mentre nel WRC Trophy la vittoria è andata a Valeriy Gorban e Sergei Larens su Mini John Cooper Works WRC del team Eurolamp WRT, unici iscritti nella categoria.

## Dati della prova
| Denominazione ufficiale             | Rally Guanajuato Corona Mexico                                          |
| Edizione N°                         | 31                                                                      |
| Tappa N°                            | 3 di 13                                                                 |
| Data manifestazione                 | da giovedì 09/03/2017 a domenica 12/03/2017                             |
| Sede ospitante                      | León (Guanajuato)                                                       |
| Sede parco assistenza               | León (Guanajuato)                                                       |
| Superficie                          | Terra                                                                   |
| Direttore di gara                   | Jaime del Palacio                                                       |
| Iscritti                            | 29                                                                      |
| Partiti                             | 24                                                                      |
| Arrivati                            | 22 (91,7%)                                                              |
| Prove speciali previste             | 19                                                                      |
| Prove speciali disputate            | 17 (2 cancellate)                                                       |
| Prova più breve                     | 1,09 km (PS7: Street Stage Guanajuato)                                  |
| Prova più lunga                     | 54,90 km (PS2 e PS4: El Chocolate)                                      |
| Prova più lenta                     | velocità media di 50,87 km/h (PS1: Street Stage CDMX 1)                 |
| Prova più veloce                    | velocità media di 112,74 km/h (PS15: El Brinco 2)                       |
| Lunghezza prove speciali previste   | 370,46 km                                                               |
| Lunghezza prove speciali disputate  | 295,88 km (35,9% della distanza totale effettiva - cancellati 74,58 km) |
| Lunghezza complessiva trasferimenti | 528,90 km                                                               |
| Distanza totale effettiva           | 824,78 km                                                               |

## Itinerario
La manifestazione si disputò interamente (fatta eccezione per le mini-tappe cittadine) negli altipiani polverosi dello Stato di Guanajuato, articolandosi in 20 prove speciali, per un totale di 370.46 km, distribuite in quattro giorni ed ebbe sede a León, città situata a circa 370 km a nord-ovest di Città del Messico, dove venne allestito anche il parco assistenza per tutti i concorrenti e la cerimonia finale di premiazione.
Il rally ebbe inizio giovedì 9 marzo a Città del Messico con l'attesissimo mini-circuito di 1.57 km da ripetersi due volte, realizzato in Piazza della Costituzione (el Zócalo), considerato il centro dell'identità nazionale messicana e tra le più estese piazze del mondo. La seconda frazione (disputatasi venerdì 10 marzo) si articolava invece in due classici loop di due prove ciascuno, da svolgersi uno al mattino e uno al pomeriggio, comprendenti la "maratona" di El Chocolate, in questa edizione la più lunga del rally ed una delle più lunghe dell'intero mondiale con i suoi 54.90 km, e quella di Las Minas (nei pressi delle miniere d'argento), entrambe nel territorio attorno a Guanajuato, capoluogo dell'omonimo stato. Al termine del secondo passaggio la carovana si spostò prima nel centro del capoluogo per disputare una mini prova di poco più di un chilometro di lunghezza attraverso i suggestivi tunnel che portano alle miniere, e poi fece ritorno a León per correre le ultime due speciali nell'Autódromo de León, circuito allestito nella periferia della città.

Durante la terza frazione (sabato 11 marzo), la più lunga del rally con oltre 157 km di percorrenza, si gareggiò sugli sterrati che si snodano lungo gli altipiani attorno a León, nell'impegnativo giro comprendente le prove di Media Luna, a nord della città, Lajas de Oro ed El Brinco, verso est. Come nella prima giornata, anche questa terminò con due speciali da correre sempre nell'Autódromo de León e l'ultima proprio al centro della città, nella Feria León.

Per la giornata finale di domenica 12 marzo si ritornò sugli altipiani del sabato per disputare le ultime due prove del rally: La Calera e Derramadero, quest'ultima valevole anche come power stage.
| Frazione            | Prova  | Ora    | Nome                       | Partenza                   | Arrivo                     | Lunghezza | Totale    |
| ------------------- | ------ | ------ | -------------------------- | -------------------------- | -------------------------- | --------- | --------- |
| Frazione 1 (9 mar)  | PS0    | 18:05  | Street Stage CDMX 1        | Città del Messico          | Città del Messico          | 1,57 km   | 3,14 km   |
| Frazione 1 (9 mar)  | PS1    | 18:23  | Street Stage CDMX 2        | Città del Messico          | Città del Messico          | 1,57 km   | 3,14 km   |
|                     |        |        |                            |                            |                            |           |           |
| Frazione 2 (10 mar) |        | 10:00  | Assistenza – León (15 min) | Assistenza – León (15 min) | Assistenza – León (15 min) | –         | 154,85 km |
| Frazione 2 (10 mar) | PS2    | 11:28  | El Chocolate 1             | Guanajuato                 | Guanajuato                 | 54,90 km  | 154,85 km |
| Frazione 2 (10 mar) | PS3    | 12:36  | Las Minas 1                | Guanajuato                 | Guanajuato                 | 19,68 km  | 154,85 km |
| Frazione 2 (10 mar) |        | 14:41  | Assistenza – León (30 min) | Assistenza – León (30 min) | Assistenza – León (30 min) | –         | 154,85 km |
| Frazione 2 (10 mar) | PS4    | 16:14  | El Chocolate 2             | Guanajuato                 | Guanajuato                 | 54,90 km  | 154,85 km |
| Frazione 2 (10 mar) | PS5    | 17:22  | Las Minas 2                | Guanajuato                 | Guanajuato                 | 19,68 km  | 154,85 km |
| Frazione 2 (10 mar) | PS6    | 18:34  | Street Stage Guanajuato    | Guanajuato                 | Guanajuato                 | 1,09 km   | 154,85 km |
| Frazione 2 (10 mar) | PS7    | 19:54  | SSS Autódromo de León 1    | León                       | León                       | 2,30 km   | 154,85 km |
| Frazione 2 (10 mar) | PS8    | 19:59  | SSS Autódromo de León 2    | León                       | León                       | 2,30 km   | 154,85 km |
| Frazione 2 (10 mar) |        | 21:04  | Assistenza – León (45 min) | Assistenza – León (45 min) | Assistenza – León (45 min) | –         | 154,85 km |
|                     |        |        |                            |                            |                            |           |           |
| Frazione 3 (11 mar) |        | 07:30  | Assistenza – León (15 min) | Assistenza – León (15 min) | Assistenza – León (15 min) | –         | 157,57 km |
| Frazione 3 (11 mar) | PS9    | 08:33  | Media Luna 1               | León                       | León                       | 27,42 km  | 157,57 km |
| Frazione 3 (11 mar) | PS10   | 10:01  | Lajas de Oro 1             | León                       | Silao                      | 38,31 km  | 157,57 km |
| Frazione 3 (11 mar) | PS11   | 11:08  | El Brinco 1                | Guanajuato                 | Silao                      | 10,09 km  | 157,57 km |
| Frazione 3 (11 mar) |        | 12:58  | Assistenza – León (30 min) | Assistenza – León (30 min) | Assistenza – León (30 min) | –         | 157,57 km |
| Frazione 3 (11 mar) | PS12   | 14:16  | Media Luna 2               | León                       | León                       | 27,42 km  | 157,57 km |
| Frazione 3 (11 mar) | PS13   | 15:49  | Lajas de Oro 2             | León                       | Silao                      | 38,31 km  | 157,57 km |
| Frazione 3 (11 mar) | PS14   | 16:37  | El Brinco 2                | Guanajuato                 | Silao                      | 10,09 km  | 157,57 km |
| Frazione 3 (11 mar) | PS15   | 17:47  | SSS Autódromo de León 3    | León                       | León                       | 2,30 km   | 157,57 km |
| Frazione 3 (11 mar) | PS16   | 17:52  | SSS Autódromo de León 4    | León                       | León                       | 2,30 km   | 157,57 km |
| Frazione 3 (11 mar) |        | 18:57  | Assistenza – León (45 min) | Assistenza – León (45 min) | Assistenza – León (45 min) | –         | 157,57 km |
| Frazione 3 (11 mar) | PS17   | 21:05  | Street Stage Feria de León | León                       | León                       | 1,33 km   | 157,57 km |
|                     |        |        |                            |                            |                            |           |           |
| Frazione 4 (12 mar) |        | 09:40  | Assistenza – León (15 min) | Assistenza – León (15 min) | Assistenza – León (15 min) | –         | 54,90 km  |
| Frazione 4 (12 mar) | PS18   | 10:43  | La Calera                  | León                       | León                       | 32,96 km  | 54,90 km  |
| Frazione 4 (12 mar) | PS19   | 12:18  | Derramadero (power stage)  | León                       | Silao                      | 21,94 km  | 54,90 km  |
| Frazione 4 (12 mar) |        | 13:53  | Assistenza – León (10 min) | Assistenza – León (10 min) | Assistenza – León (10 min) | –         | 54,90 km  |
| Totale              | Totale | Totale | Totale                     | Totale                     | Totale                     | Totale    | 370,46 km |

## Resoconto
I vincitori Kris Meeke e Paul Nagle, in testa al rally sin dalla quarta prova speciale, sembravano avere già in mano il loro quarto trionfo in carriera, partendo per l'ultima prova speciale (la power stage Derramadero) con un vantaggio di circa 40 secondi su Sébastien Ogier e Julien Ingrassia; tuttavia furono protagonisti di un'uscita di strada a 750 metri dal traguardo, trovandosi nel mezzo di uno spiazzo sterrato adibito a parcheggio per gli spettatori, situazione che li disorientò e li costrinse a girovagare tra le auto parcheggiate nel tentativo di ritrovare la via d'uscita verso il percorso di gara e fortunatamente per l'equipaggio Citroën il tutto si concluse con l'arrivo sul traguardo conservando un vantaggio di circa 14 secondi sui francesi campioni del mondo in carica della M-Sport; Ogier e Ingrassia dovettero quindi accontentarsi della piazza d'onore, tornando però al vertice delle classifiche piloti e co-piloti avendo sopravanzato di 8 punti la coppia finlandese Latvala/Anttila, alfieri della Toyota, classificatisi al sesto posto finale. Sul terzo gradino del podio salirono invece i belgi Thierry Neuville e Nicolas Gilsoul sulla Hyundai i20 Coupe WRC ufficiale, a poco meno di un minuto dai vincitori, per la prima volta a punti nella stagione (esclusi quelli conquistati nelle power stage) dopo le infauste prestazioni al Montecarlo e in Svezia, primi appuntamenti della stagione. Quarti sono giunti gli estoni Ott Tänak e Martin Järveoja (M-Sport), dimostrando la loro consistenza in questo avvio di stagione e confermando la terza posizione in classifica generale; quinti i neozelandesi Hayden Paddon e John Kennard, seconda guida della Hyundai Motorsport, disturbati per tutto il week-end da problemi tecnici e comunque al loro miglior risultato di stagione.
Sono state cancellate la PS2 (El Chocolate 1) e la PS3 (Las Minas 1) a causa di un ingorgo stradale che ha impedito alle vetture di raggiungere le suddette speciali.

## Risultati

### Classifica
| Pos.       | Nº       | Pilota             | Co-pilota        | Auto                       | Squadra                     | Classe      | Tempo     | Distacco   | Punti    |
| Generale   | Generale | Generale           | Generale         | Generale                   | Generale                    | Generale    | Generale  | Generale   | Generale |
| ---------- | -------- | ------------------ | ---------------- | -------------------------- | --------------------------- | ----------- | --------- | ---------- | -------- |
| 1.         | 7        | Kris Meeke         | Paul Nagle       | Citroën C3 WRC             | Citroën Total Abu Dhabi WRT | WRC         | 3h22'04"6 | –          | 25       |
| 2.         | 1        | Sébastien Ogier    | Julien Ingrassia | Ford Fiesta WRC            | M-Sport World Rally Team    | WRC         | 3h22'18"4 | +13"8      | 22       |
| 3.         | 5        | Thierry Neuville   | Nicolas Gilsoul  | Hyundai i20 Coupe WRC      | Hyundai Motorsport          | WRC         | 3h23'04"3 | +59"7      | 20       |
| 4.         | 2        | Ott Tänak          | Martin Järveoja  | Ford Fiesta WRC            | M-Sport World Rally Team    | WRC         | 3h24'22"9 | +2'18"3    | 15       |
| 5.         | 4        | Hayden Paddon      | John Kennard     | Hyundai i20 Coupe WRC      | Hyundai Motorsport          | WRC         | 3h25'37"5 | +3'32"9    | 10       |
| 6.         | 10       | Jari-Matti Latvala | Miikka Anttila   | Toyota Yaris WRC           | Toyota Gazoo Racing WRT     | WRC         | 3h26'44"9 | +4'40"3    | 10       |
| 7.         | 11       | Juho Hänninen      | Kaj Lindström    | Toyota Yaris WRC           | Toyota Gazoo Racing WRT     | WRC         | 3h27'10"8 | +5'06"2    | 6        |
| 8.         | 6        | Dani Sordo         | Marc Martí       | Hyundai i20 Coupe WRC      | Hyundai Motorsport          | WRC         | 3h27'27"3 | +5'22"7    | 5        |
| 9.         | 3        | Elfyn Evans        | Daniel Barritt   | Ford Fiesta WRC            | M-Sport World Rally Team    | WRC         | 3h30'46"4 | +8'41"8    | 2        |
| 10.        | 30       | Pontus Tidemand    | Jonas Andersson  | Škoda Fabia R5             | Škoda Motorsport            | RC2 / WRC-2 | 3h32'56"5 | +10'51"9   | 1        |
| WRC-Trophy |          |                    |                  |                            |                             |             |           |            |          |
| 1. (13.)   | 12       | Valeriy Gorban     | Sergei Larens    | Mini John Cooper Works WRC | Eurolamp WRT                | WRC-T       | 3h43'11"4 | –          | 25       |
| WRC-2      |          |                    |                  |                            |                             |             |           |            |          |
| 1. (10.)   | 30       | Pontus Tidemand    | Jonas Andersson  | Škoda Fabia R5             | Škoda Motorsport            | RC2 / WRC-2 | 3h32'56"5 | –          | 25       |
| 2. (11.)   | 31       | Eric Camilli       | Benjamin Veillas | Ford Fiesta R5             | M-Sport World Rally Team    | RC2 / WRC-2 | 3h33'39"2 | +42"7      | 18       |
| 3. (12.)   | 34       | Benito Guerra      | Borja Rozada     | Škoda Fabia R5             | Motorsport Italia           | RC2 / WRC-2 | 3h40'42"6 | +7'46"1    | 15       |
| 4. (18.)   | 33       | Pedro Heller       | Pablo Olmos      | Ford Fiesta R5             | -                           | RC2 / WRC-2 | 4h34'13"6 | +1h01'17"1 | 12       |

Legenda
| Icona | Classe                                                                               |
| ----- | ------------------------------------------------------------------------------------ |
| WRC   | Equipaggio di classe WRC che può conquistare punti per il campionato costruttori     |
| WRC   | Equipaggio di classe WRC che non può conquistare punti per il campionato costruttori |
| WRC-T | Equipaggio di classe WRC (ante 2017) registrato al campionato WRC Trophy             |
| WRC-2 | Equipaggio registrato al campionato WRC-2                                            |
| WRC-3 | Equipaggio registrato al campionato WRC-3                                            |
| JWRC  | Equipaggio registrato al campionato Junior WRC                                       |
|       | Ulteriori classificazioni                                                            |

### Prove speciali
| Frazione            | Prova | Ora   | Nome                       | Lunghezza | Vincitori                                                | Tempo            | Leader del rally            |
| ------------------- | ----- | ----- | -------------------------- | --------- | -------------------------------------------------------- | ---------------- | --------------------------- |
| Frazione 1 (9 mar)  | PS0   | 18:05 | CDMX Street Stage 1        | 1,57 km   | Juho Hänninen Kaj Lindström                              | 1'51.1           | Juho Hänninen Kaj Lindström |
| Frazione 1 (9 mar)  | PS1   | 18:23 | CDMX Street Stage 2        | 1,57 km   | Sébastien Ogier Julien Ingrassia                         | 1'44"8           | Juho Hänninen Kaj Lindström |
|                     |       |       |                            |           |                                                          |                  | Juho Hänninen Kaj Lindström |
| Frazione 2 (10 mar) | PS2   | 11:28 | El Chocolate 1             | 54,90 km  | prova cancellata                                         | prova cancellata | Juho Hänninen Kaj Lindström |
| Frazione 2 (10 mar) | PS3   | 12:36 | Las Minas 1                | 19,68 km  | prova cancellata                                         | prova cancellata | Juho Hänninen Kaj Lindström |
| Frazione 2 (10 mar) | PS4   | 16:14 | El Chocolate 2             | 54,90 km  | Kris Meeke Paul Nagle                                    | 39'15"6          | Kris Meeke Paul Nagle       |
| Frazione 2 (10 mar) | PS5   | 17:22 | Las Minas 2                | 19,68 km  | Thierry Neuville Nicolas Gilsoul                         | 14'12"6          | Kris Meeke Paul Nagle       |
| Frazione 2 (10 mar) | PS6   | 18:34 | Street Stage Guanajuato    | 1,09 km   | Thierry Neuville Nicolas Gilsoul                         | 57"3             | Kris Meeke Paul Nagle       |
| Frazione 2 (10 mar) | PS7   | 19:54 | SSS Autódromo de León 1    | 2,30 km   | Kris Meeke Paul Nagle                                    | 1'40"0           | Kris Meeke Paul Nagle       |
| Frazione 2 (10 mar) | PS8   | 19:59 | SSS Autódromo de León 2    | 2,30 km   | Elfyn Evans Daniel Barritt                               | 1'38"0           | Kris Meeke Paul Nagle       |
|                     |       |       |                            |           |                                                          |                  | Kris Meeke Paul Nagle       |
| Frazione 3 (11 mar) | PS9   | 08:33 | Media Luna 1               | 27,42 km  | Dani Sordo Marc Martí                                    | 17'01"4          | Kris Meeke Paul Nagle       |
| Frazione 3 (11 mar) | PS10  | 10:01 | Lajas de Oro 1             | 38,31 km  | Dani Sordo Marc Martí                                    | 28'17"5          | Kris Meeke Paul Nagle       |
| Frazione 3 (11 mar) | PS11  | 11:08 | El Brinco 1                | 10,09 km  | Thierry Neuville Nicolas Gilsoul e Kris Meeke Paul Nagle | 5'27"1           | Kris Meeke Paul Nagle       |
| Frazione 3 (11 mar) | PS12  | 14:16 | Media Luna 2               | 27,42 km  | Sébastien Ogier Julien Ingrassia                         | 16'44"0          | Kris Meeke Paul Nagle       |
| Frazione 3 (11 mar) | PS13  | 15:49 | Lajas de Oro 2             | 38,31 km  | Kris Meeke Paul Nagle                                    | 28'10"6          | Kris Meeke Paul Nagle       |
| Frazione 3 (11 mar) | PS14  | 16:37 | El Brinco 2                | 10,09 km  | Ott Tänak Martin Järveoja                                | 5'22.2           | Kris Meeke Paul Nagle       |
| Frazione 3 (11 mar) | PS15  | 17:52 | SSS Autódromo de León 3    | 2,30 km   | Elfyn Evans Daniel Barritt                               | 1'37"5           | Kris Meeke Paul Nagle       |
| Frazione 3 (11 mar) | PS16  | 17:57 | SSS Autódromo de León 4    | 2,30 km   | Elfyn Evans Daniel Barritt                               | 1'38"1           | Kris Meeke Paul Nagle       |
| Frazione 3 (11 mar) | PS17  | 21:05 | Street Stage Feria de León | 1,33 km   | Sébastien Ogier Julien Ingrassia                         | 1'16"9           | Kris Meeke Paul Nagle       |
|                     |       |       |                            |           |                                                          |                  | Kris Meeke Paul Nagle       |
| Frazione 4 (12 mar) | PS18  | 10:43 | La Calera                  | 32,96 km  | Kris Meeke Paul Nagle                                    | 21'53"7          | Kris Meeke Paul Nagle       |
| Frazione 4 (12 mar) | PS19  | 12:18 | Derramadero (power stage)  | 21,94 km  | Thierry Neuville Nicolas Gilsoul                         | 12'13"9          | Kris Meeke Paul Nagle       |

### Power stage
PS19: Derramadero di 21,94 km, disputatasi domenica 12 marzo 2017 alle ore 12:18 (UTC-6).
| Pos. | No. | Pilota             | Co-pilota        | Auto                  | Classe | Tempo   | Distacco | Punti |
| ---- | --- | ------------------ | ---------------- | --------------------- | ------ | ------- | -------- | ----- |
| 1    | 5   | Thierry Neuville   | Nicolas Gilsoul  | Hyundai i20 Coupe WRC | WRC    | 12'13"9 | –        | 5     |
| 2    | 1   | Sébastien Ogier    | Julien Ingrassia | Ford Fiesta WRC       | WRC    | 12'14"2 | +0"3     | 4     |
| 3    | 2   | Ott Tänak          | Martin Järveoja  | Ford Fiesta WRC       | WRC    | 12'17"7 | +3"8     | 3     |
| 4    | 10  | Jari-Matti Latvala | Miikka Anttila   | Toyota Yaris WRC      | WRC    | 12'21"9 | +8"0     | 2     |
| 5    | 6   | Dani Sordo         | Marc Martí       | Hyundai i20 Coupe WRC | WRC    | 12'23"7 | +9"8     | 1     |

## Classifiche mondiali
Classifica piloti
| Pos. | Pos. | Pilota             | Punti |
| ---- | ---- | ------------------ | ----- |
| 1    | 1    | Sébastien Ogier    | 66    |
| 2    | 1    | Jari-Matti Latvala | 58    |
| 3    |      | Ott Tänak          | 48    |
| 4    |      | Dani Sordo         | 30    |
| 5    | 3    | Thierry Neuville   | 28    |
| 6    | 8    | Kris Meeke         | 27    |
| 7    | 2    | Craig Breen        | 20    |
| 8    | 2    | Elfyn Evans        | 20    |
| 9    |      | Hayden Paddon      | 17    |
| 10   | 3    | Stéphane Lefebvre  | 10    |
| 11   | 1    | Juho Hänninen      | 9     |
| 12   | 2    | Andreas Mikkelsen  | 6     |
| 13   | 2    | Jan Kopecký        | 4     |
| 14   | 1    | Pontus Tidemand    | 3     |
| 15   |      | Bryan Bouffier     | 1     |
| 15   |      | Teemu Suninen      | 1     |

Classifica co-piloti
| Pos. | Pos. | Co-pilota        | Punti |
| ---- | ---- | ---------------- | ----- |
| 1    | 1    | Julien Ingrassia | 66    |
| 2    | 1    | Miikka Anttila   | 58    |
| 3    |      | Martin Järveoja  | 48    |
| 4    |      | Marc Martí       | 30    |
| 5    | 3    | Nicolas Gilsoul  | 28    |
| 6    | 8    | Paul Nagle       | 27    |
| 7    | 2    | Scott Martin     | 20    |
| 8    | 2    | Daniel Barritt   | 20    |
| 9    |      | John Kennard     | 17    |
| 10   | 3    | Gabin Moreau     | 10    |
| 11   | 1    | Kaj Lindström    | 9     |
| 12   | 2    | Anders Jæger     | 6     |
| 13   | 2    | Pavel Dresler    | 4     |
| 14   | 1    | Jonas Andersson  | 3     |
| 15   |      | Denis Giraudet   | 1     |
| 15   |      | Mikko Markkula   | 1     |

Classifica costruttori WRC
| Pos. | Pos. | Squadra                     | Punti |
| ---- | ---- | --------------------------- | ----- |
| 1    |      | M-Sport World Rally Team    | 103   |
| 2    |      | Toyota Gazoo Racing WRC     | 67    |
| 3    |      | Hyundai Motorsport          | 65    |
| 4    |      | Citroën Total Abu Dhabi WRT | 55    |